# Senegaltunga
Senegaltunga (Solea senegalensis) är en fiskart som beskrevs av Kaup, 1858. Senegaltunga ingår i släktet Solea och familjen tungefiskar. Inga underarter finns listade i Catalogue of Life.